# Гірнича промисловість Індонезії
Гірнича промисловість Індонезії — одна з провідних галузей промисловості Індонезії. Наприкінці XX століття вона мала яскраво виражений експортний характер. Її частка у ВВП країни наприкінці XX ст. — близько 15 %.

## Загальна характерисника
З країни в 1990-ті роки практично повністю вивозилися боксити, мідна, нікелева і марганцева руди, а також такі продукти первинної переробки мінеральної сировини: феронікель, золото, нікелевий штейн, металічне олово. На експорт йшло близько 75 % нафти, 50 % природного газу та 40 % нікелевої руди. Основний споживач продукції гірничодобувної промисловості Індонезії — Японія. Гірничодобувна промисловость Індонезії використовує в основному імпортне обладнання, що поставляється з Японії, США і ФРН.
У галузях важкої індустрії, пов'язаних з використанням нерудних корисних копалин і хімічної сировини в 1990-х роках найхарактернішими були три напрями господарської активності: переробка нафти, виробництво мінеральних добрив і цементу. У чорній і кольоровій металургії провідне місце зайняли два великих комплекси — сталеплавильний комбінат в місті Чилегоні і алюмінієвий завод в окрузі Асахані (Північна Суматра). У середині 1990-х років був введений в експлуатацію перший в країні нафтохімічний комплекс, розміщений поблизу Чилегону, і спорудили другий комплекс в Тубані (острів Ява). У 1990-х роках швидко збільшувалося виробництво цементу, що диктувалося зростаючими потребами будівельної галузі.
Гірничо-металургійна промисловість Індонезії на 1998 р. за даними фірми PricewaterhouseCoopers була представлена 12 найбільшими гірничими і гірничо-металургійними та 27 геологорозвідувальними компаніями. У 1998 р. чистий прибуток на середні активи цих компаній становив 7 % (по компаніях Австралії всього 1 %). У гірничій промисловості Індонезії зайнято 30 тис. чоловік, надходження від експорту продукції становлять приблизно 3 млрд доларів на рік і податкові надходження до бюджету понад 500 млн доларів на рік. Готується введення закону про заборону відкритих гірничих робіт на площах лісів, що охороняються. Реалізація цього закону вплине на 41 % діючих контрактів провадження гірничих робіт. Закритими для провадження гірничих робіт виявляться 30 % території країни.
На межі XX-XXI ст. місце гірничодобувної промисловості Індонезії у світовій визначається в першу чергу оловодобувною, нікелевою, золотодобувною і нафтогазовою промисловістю (див. табл.). За виробництвом олов'яного концентрату, видобутком нікелевої руди і природного газу Індонезія входить у число 5 найбільших продуцентів у світі, золота — в число семи (в 1996 р. Індонезія виробила 92,1 т золота, в 1997 р. — 101,4 т), а за видобутком нафти — в число десяти. Основні райони гірничодобувної промисловості Індонезії — острів Суматра і сусідні острови (Бінтан, Банка, Белітунг, Сінкеп), де зосереджено весь видобуток вугілля, олова, бокситів, нафти і газу.
Таблиця. — Динаміка видобутку і переробки мінеральної сировини в Індонезії (тис. т)*.
| Продукт                         | 1999    | 2000    | 2001    |
| Нафта і конденсат, млн барелів  | 545,7   | 494     | 489,3   |
| Природний газ, млрд фут3        | 2,78    | 2,98    | 2,8     |
| Зріджений природний газ (млн т) | 29,8    | 27,32   | 24,35   |
| Зріджений нафтовий газ          | 2 271   | 2 087   | 2 187,7 |
| Олово в концентратах            | 47,8    | 49,4    | 56,25   |
| Олово металічне                 | 49,1    | 46,4    | 53,47   |
| Вугілля                         | 73 780  | 76 465  | 91 928  |
| Боксити                         | 1 116   | 1 151   | 1 237   |
| Залізовмісні піски              | 562     | 489     | 469,4   |
| Нікелеві руди                   | 3 235   | 3 039   | 3 619   |
| Феронікель                      | 9,2     | 10,1    | 10,3    |
| Нікель                          | 45,4    | 59,2    | 62,6    |
| Мідний концентрат               | 2 645   | 3 270   | 3 289,5 |
| Міді в концентратах             | 766,1   | 1 012   | 1 048,7 |
| Мідь металічна                  | 126,7   | 173,8   | 217,5   |
| Золото, кг                      | 129 030 | 127 192 | 166 090 |
| Срібло, кг                      | 292 330 | 314 032 | 348 332 |
| Граніт                          | 4 106   | 5 941   | 3 975   |

* [Mining Annual Review 2002]

## Окремі галузі
Кобальт і нікель. Найперспективніші для освоєння кобальт-нікелеві родовища Санта-Моніка і Пінто (Пінту). Латерити Санта-Моніки залягають на площі 9.9 км². Виявлені ресурси оцінені в 79.1 млн т руди з сер. вмістом нікелю 1.38 %, кобальту — 0.09 %. На родов. Пінто (на схід від Санта-Моніки) — зони лімонітів потужністю 4-8 м із вмістом нікелю 1-1.5 %, кобальту — 0.11-0.18 %. Перевагою обох об'єктів перед іншими родовищами району є близькість їх до узбережжя (бл. 10 км), де планується будівництво металургійного заводу. Для переділу планують використати технологію HPAL. Видобуток і переробку руд вестимуть компанії Weda Bay Minerals та OM Group Inc. (OMG). Планується виробляти протягом 20 років по 48.5 тис. т нікелю і 4.6 тис. т кобальту в змішаному напівпродукті на рік. Рафінування металів буде здійснюватися на рафінувальному підприємстві OMG в м. Хар'явалта, Норвегія.
Компанії Falconbridge, BHP і Aneka Tambang планують будівництво нового гірничо-металургійного підприємства з видобутку і переробки Ni-Co-руд Gas Island на сході Індонезійського архіпелагу. Ресурси руди що залучається до розробки оцінюються в 240 млн т з середнім вмістом Ni 1,35 і Co 0,08 %, включаючи запаси 12 млн т в окисненій зоні і 93 млн т в силікатній. Проектна продуктивність підприємства становитиме 61 тис. т Ni на рік .
Індонезійська олов'яна індустрія, яка представлена зокрема найбільшою у світі оловодобувною компанією PT Timah, на початку XXI ст. знаходилася в складній фінансовій ситуації внаслідок зниження світових цін на олово, внутрішньої конкуренції в країні з великою кількістю (бл. 6000) дрібних виробників. Експорт олова здійснюється здебільшого до Сінгапура, Таїланду і Малайзії.
Нафта і газ. У 1970-х — на початку 1980-х років нафтовидобуток був найважливішою галуззю промисловості в Індонезії. У період нафтового буму 1974—1982 рр. встановлено режим жорсткого державного управління економікою. З закінченням сплеску світових цін на нафту на початку — середині 1980-х років почався етап відкату від регулювання економіки державою. У 1997 на світовий ринок було поставлено нафти і газу на суму понад 11 млрд дол. — 22 % вартості всього експорту.
За видобутком природного газу на межі XX-XXI ст. Індонезія займає 6-е місце у світі, а за його експортом — 1-е місце.
Вугледобувна галузь Індонезії динамічно розвивається і займає 8-е місце у світі (2001). З 90-х років XX ст. середній ріст видобутку вугілля в країні становив бл. 9 % річних. Динаміка вуглевидобутку включаючи буре вугілля (млн т): 1988 — 4,5; 1989 — 8,6; 1990 — 10; 1994 — 32,3; 1998 — 60; 1999 — 71; 2000 — 72; 2001 — 92; 2003 — до 120 (оцінка). Видобуток ведуть державні і приватні компанії.
Основний продуцент вугілля — державна компанія PT Bukit Asam Co. (PTBA). Застосовуються багатоківшеві колісні екскаватори для безперервного видобутку, а також звичайні вагонетки і екскаватори типу зворотної лопати. Підземний видобуток не отримав значного розвитку. Внутрішнє споживання вугілля до 2005 р складе бл. 25 млн т/рік. За експортом енергетичного вугілля Індонезія займає 3-є місце у світі після Китаю та ПАР (2002). Головні країни та регіони-імпортери: Японія, Індія, Європа, США і Південна Америка. При цьому частка експорту вугілля з Індонезії в країни Азії становить 75 %, а основними імпортерами його серед країн Азії є Японія (в 1999 р. — понад 14 млн т), Тайвань (12 млн т) і Корея (6 млн т) [CoalTrans Int. — 2000. — 15, № 3. — Р. 19-20, 22].
Провідна державна вугледобувна компанія РТ Tambang Batubara Bukit Asam (PT BA) має 2 головних виробничих центри — на півдні і заході Суматри, постачає вугілля на 2 електростанції, ряд цементних заводів, має декілька шахт і брикетних фабрик. Резерви вугілля оцінені в 5,5 млрд т, в тому числі 69 % бурого вугілля і низькоякісного кам'яного. В рамках компанії діють 4 кар'єри і шахта з суббітумінозним вугіллям; загальний обсяг видобутку в 2000 р. становив 12,8 млн т..
Мідь. Індонезія диспонує двома міднодобувними комплексами світового класу — Tembagapura в провінції Папуа (колишня Irian Jaya), оператором якого є PT Freeport Indonesia (PTFI), і комплексом Бату-Хіжау на південному заході острова Сумбава, яким управляє компанія PT Newmont Nusa-Tenggara.
За оцінкою Геологічної служби США в 2000 р. (в дужках дані за 1999 р.) в Індонезії видобуто 740(740) тис. т Cu в руді (3-є місце після Чилі і США), у світі — 13,082(12,6) млн т. За даними International Copper Study Group (ICSG) в Індонезії в найближчі роки стане до ладу мідний рудник Бату-Хіжау та мідеплавильний завод Гресик.
Золото і срібло в Індонезії видобувають г.ч. попутно при переробці Cu-Au-Ag руд. Золоте виробництво в 2001 збільшилося на 31 %, в порівнянні з 2000, переважно в результаті експлуатації особливої золотої багатої руди PTFI в Tembagapura. Тут добули 109 128 кг золота, яке міститься в мідному концентраті. Срібний видобуток також збільшений на 10.9 %, до 348 332 кг. Серед інших виробників золота і срібла виділяється PT Newmont Nusa Tenggara's Batu Hijau, який контролює мідний рудник на о-ві Сумбава (Sumbawa). Тут видобувають 16 т золота і бл. 50 т срібла на рік з мідних концентратів.
Боксит видобувають на копальні Lomesa на о-ві Бінтан (Bintan) в пров. Riau. Оператор — компанія PT Minera Cipta Guna. Родовище Ломеса (Lomesa) буде виснажене в 2003 і для того, щоб підтримати видобуток та експорт бокситів Індонезія планує розробку бокситового родовища Кендаванґан (Kendawangan), яке розташоване на заході пров. Калімантан.
Видобуток залізного піску здійснюють на півдні о-ва Ява. Динаміка видобутку на початку XXI ст. негативна, що викликано застосуванням мідного шлаку, який може використовуватися, як замісник залізного піску у цементному виробництві.
Алмази. Торонтська компанія BM Diamondcorp (80 %) разом з індонезійською добувною компанією Antam (20 %) планує довготривалий (18 років) проект видобутку алмазів в Індонезії. Встановлені запаси алмазів складають понад 700000 кар. Дочірня фірма BM Diamondcorp — Galuh Cempaka, буде добувати алмази як на суші, так і за допомогою драг, зокрема в півд.-східному Калімантані, на острові Борнео [Rapaport TradeWire].

## Наукові установи. Підготовка кадрів. Друк
Усі геологорозвідувальні і гірничі роботи в Індонезії проводяться під керівництвом Міністерства гірничодобувної промисловості та енергетики. Науково-дослідний інститут нафти і газу, засн. у 1965 р в Джакарті. Наук. дослідження в області геології і гірничої справи ведуться також в Нац. інституті геології і гірничої справи — філіалі Індонезійського н.-д. інституту. Геол. н.-д. центр в Бандунзі засн. в 1978 р; Інститут гірничої справи в Джакарті — в 1850 р. Геологів і гірничих інженерів готує гірничий університет в Бандунзі, а також периферійні університети. В основному індонезійські геологи і гірничі інженери дістають освіту в університетах США і Нідерландів.
Періодичні видання в галузі геології і гірничої справи: «Berita Berkala Direktorat Geologi» (з 1961 р), «Bulletin of the National Institute of Geology and Mining» (з 1968), «Madjalah lkatan ahli Geologi Indonesia» (з 1962), «Seismological Bulletin» (з 1949), «Pertamina. News of the Indonesian Oil Mining Industry» (з 1962), «Petroleum and Natural Cas industry of Indonesia. Mouthly bulletin» (з 1970), «Stannia» (з 1970).